# Adair Prieto
Adair Zabdiel Gutiérrez Prieto (* 7. Januar 2001 in Rincón de Romos) ist ein mexikanischer Cross-Country-Mountainbiker. Sein Name erscheint in den Medien in verschiedenen Varianten, Adair Prieto ist die von ihm selbst in sozialen Medien gewählte Namensform.

## Sportlicher Werdegang
Prieto stammt aus Rincón de Romos im Bundesstaat Aguascalientes. Als Junior gewann er 2018 und 2019 jeweils die mexikanischen Meisterschaften im olympischen Cross-Country (XCO) und wurde 2019 Junioren-Panamerikameister. In dieser Zeit gewann er auch mehrere Rennen in Europa, darunter bei der Internationalen Mountainbike-Bundesliga in Heubach.
In der U23 war er 2021 mexikanischer Meister; international konnte er einen fünften Platz bei den Panamerika-Meisterschaften 2022 vorweisen sowie mehrere Top-10-Platzierungen im U23-Weltcup 2023. In der Elite hatte er 2024 sein bisher bedeutendstes Ergebnis, als er hinter Christopher Blevins Zweiter bei den Panamerika-Meisterschaften 2024 wurde; bei diesen Wettkämpfen war er auch Vierter im Shorttrack (XCC). Kurz darauf wurde er vom mexikanischen Verband für das olympische Mountainbike-Rennen 2024 nominiert, wo er den 23. Platz belegte.

## Erfolge
2018
 Mexikanischer Meister (Junioren) – Cross-Country XCO
2019
 Panamerika-Meister (Junioren) – Cross-Country XCO
 Mexikanischer Meister (Junioren) – Cross-Country XCO
2021
 Mexikanischer Meister (U23) – Cross-Country XCO
2024
 Panamerika-Meisterschaften – Cross-Country XCO